# Verticordia spicata
Verticordia spicata is een plant uit de mirtefamilie. 
De plant wordt 0,3 tot 1 meter lang (soms 2 meter). 
Hij komt voor in het noorden van Avon Wheatbelt en Geraldton Sandplains, dat in het zuidwesten van Australië ligt, en in het nationaal park Kalbarri.